# 일본의 맥주
일본의 맥주는 대부분 국내 4대 양조장인 아사히 맥주, 기린 맥주, 삿포로 맥주, 산토리에서 생산되며, 주로 알코올 도수 약 5%의 페일 라거를 생산한다. 맥주는 사케 소비보다 훨씬 앞서서 엄청난 인기를 누리고 있다.
일본에서 가장 일반적으로 생산되는 맥주 스타일인 필스너 스타일 (맥주) 라거뿐만 아니라, 발포주(発泡酒(はっぽうしゅ),핫포슈) 또는 무맥아 발포주는 이러한 제품에 대한 세금이 상당히 낮기 때문에 시장의 큰 부분을 차지했다.
또한 소규모 양조장은 1994년 규제 완화 이후 점점 인기가 높아졌으며 일본 음식과 관련된 장인 정신, 품질 및 성분 출처에 대한 강조에 부응하는 다양한 스타일의 독특한 맛의 맥주를 공급하고 있다.
수제 맥주 바와 펍은 일본의 주요 도시에서도 인기가 높다. 도쿄도와 오사카시에는 활기 넘치는 수제 맥주가 있으며, 일반적으로 현지에서 생산되고 미국과 유럽에서 수입되는 맥주에 중점을 둔다. 2014년 기린은 전액 출자 자회사인 스프링 밸리 브루잉(Spring Valley Brewing)을 설립하고 2015년 도쿄 다이칸야마와 요코하마시 나마무기에 두 개의 브루펍을 오픈하며 수제 맥주 시장에 진출했다. 산업용 양조장인 삿포로도 2015년에 수제 맥주 라인을 출시했다.

## 역사
사케 양조의 전통은 유럽과의 접촉보다 훨씬 오래되었지만, 맥주는 17세기 일본 에도 시대에 네덜란드 무역상에 의해 처음 소개되었다고 알려진다. 그러나 맥주는 19세기 말 일본이 외국 무역을 허용하기 위해 1854년 간가와 조약을 체결한 이후에야 널리 보급되었다. 유럽식 맥주는 처음엔 인기가 없었다. 한 일본 관리는 가나가와에서 매튜 페리 제독이 선물한 맥주를 "쓴 말 오줌"같다고 표현했다.
메이지 시대에 일본이 대외 무역을 재개하면서 배스 페일 에일(영국)과 배스 스타우트 같은 수입 맥주는 외국 거류지에서 한정된 수량으로 판매되었으나, 유럽 등지에서 훈련 받은 양조업자들도 이후에 도착하여 지역 산업의 성장에 기여했다.
기린 브루어리 컴퍼니(Kirin Brewery Company)의 기원은 1869년 말에 노르웨이계 미국인 윌리엄 코플랜드(William Copeland)가 요코하마에서 설립한 개인 사업체인 스프링 밸리 브루어리(Spring Valley Brewery)이다. 삿포로 양조장은 1876년 홋카이도 정부의 개발 계획 일환으로 설립되었고, 아사히 맥주는 1889년 오사카 맥주 양조 회사의 설립과 1892년 아사히 맥주 브랜드의 출시로 역사가 시작되었다.
제2차 세계대전 중 사케 제조에 쌀 사용을 제한하는 제한 조치로 인해 맥주 소비가 증가하였다. 1950년대에는 맥주가 일본에서 가장 인기 있는 술이었다.  1980년대에 일본은 아사히와 같은 양조업체가 개척한 '드라이' 맥주로 명성을 얻었다.

## 시장규모
맥주(및 맥주와 유사한 '핫포슈' )는 일본에서 가장 인기 있는 알코올 음료로, 2006년에 소비된 알코올 90억 리터 중 거의 2/3를 차지한다.
2012년 세계 맥주 시장 총 1억 8,737만 킬로리터 중 일본 국내 소비량은 약 555만킬로리터로 약 3.0%였다. 일본의 총 맥주 소비량에 대한 이 통계에는 맥주와 같은 핫포슈도 포함된다.
전국 1인당 맥주 소비량 기준으로 일본은 2014년 51위를 기록했으며, 이는 1인당 42.6리터에 해당한다, 이는 일본 소비자가 즐기는 다양한 주류 및 무알코올 음료 시장도 포함되어 있다. 젊은 소비자들이 이전 세대보다 맥주를 덜 마시고 있기 때문에 인구학적 요인으로 인해 머지않은 미래에 일본에서 대중 시장 맥주 제품의 판매가 계속해서 줄어들 것으로 예상된다. 2013년 일본 5대 맥주 양조업체의 전체 출하량(생산자가 생산품을 시장으로 내어보낸 양)은 4억 3,357만 케이스(케이스는 맥주 12.66리터 또는 미국 27파인트에 해당)로, 1992년에 달성한 시장 최고치보다 20% 이상 감소하였다.
그러나 국내 맥주 소비의 1% 미만을 차지하는 국내 생산 수제 맥주와 엄선된 프리미엄 수입 맥주의 경우는 시장이 계속 확대되고 있다. 현지 시장 데이터에 따르면 2012년 첫 8개월 동안 국내 수제 맥주 출하량은 7.7% 증가한 반면, 일본 최대 양조업체의 매출은 전년 동기 대비 계속 감소하였다.
2014년 1월 기준으로 아사히는 38%의 시장 점유율을 가지고 있으며, 일본 4대 맥주 생산업체 중 가장 큰 규모를 차지하고 있다. 다음으로 기린이 35%, 산토리가 15%로 시장 점유율을 차지하고 있다.
2020년 기린은 일본 맥주 시장에서 아사히를 넘어섰고, 아사히의 35.2%에 비해 37.1%의 점유율을 차지했다. 기린이 아사히를 앞지른 것은 2001년 이후 처음이다. 기린의 시장점유율은 전년 동기 대비 1.9%포인트 증가한 반면, 아사히의 점유율은 1.7%포인트 감소했다.

## 맥주 vs 핫포슈
일본에서 양조된 알코올 음료는 맥아 함량(즉, 맥아 곡물에서 추출된 알코올의 양) 에 따라 표시되고 과세된다. 법적으로 "맥주" (ビール, bīru )는 맥아가 50% 이상이어야 하며  맥아가 적은 것을 총칭하여 " 핫포슈 " (発泡酒,  (発泡酒, 핫포슈 ) 라고 한다.
핫포슈 ("저맥아 맥주"라고도 번역됨)는 맥주보다 세금이가 많이 찾는다게 매력적이다. 맥아 함량이 25% 미만이거나 맥아가 전혀 없는 음료는 종종 "3차 범주 맥주" (dai-san no bīruno bīru ), 또는 "새로운 장르" (shin janrun janru ) 라고 불린다. 맥주라는 라벨이 붙어 있지 않음에도 불구하고 세금이 훨씬 낮다. 세금이 많이 부과되는 맥아를 대체하기 위해 양조업자들은 대두 펩타이드 와 완두콩 단백질을 포함하여 다른 곳에서는 양조 보조제로 일반적으로 사용되지 않는 알코올로 발효될 전분과 설탕의 혁신적인 공급원을 개발하였다.
2018년 발효된에서는 맥주 카테고리에 대한 맥아 요건을 낮추고, 맥주에 더 많은 성분을 허용하고, 2026년에 맥주와 핫포슈에 동일한 세율로 과세하는 계획을 도입하였다. 핫포슈의 유리한 세율은 소비자들이 장기적으로 전통 맥주를 선호하게 될 수 있다는 점이다. 2018년 이전에는 맥주의 맥아 요구량은 67%였다.

## 주요 맥주 생산업체
- 아사히(Asahi Breweries)
- 기린(Kirin)
- 삿포로(Sapporo Brewery)
- 산토리(Suntory)
- 오리온(Or
- ion Breweries)

### 드라이 맥주 시장 전쟁(Dry Wars)
Dry senso 또는 Dry war는 드라이 맥주를 놓고 일본 양조 회사 간의 치열한 경쟁 기간이었다 . 1987년 Asahi Breweries가 Asahi Super Dry를 출시하면서 시작되었으며, 이로 인해 다른 양조장에서도 드라이 맥주가 도입되었다.
일본 국내 맥주 시장의 50%를 점유하고 있는 기린 브루어리 컴퍼니는 1988년 2월 배우 진 해크먼이 출연한 광고 캠페인에서 기린 드라이(Kirin Dry)를 출시했고, 같은 해 4월에는 순수 맥아 기린 몰트 드라이(Kirin Malt Dry)를 출시했다. 그러나 아사히의 기세를 막을 수는 없었다. 1990년 Kirin은 Asahi Super Dry와 직접 경쟁하여 Ichiban Shibori를 출시했지만 결국 자체 Kirin Lager Beer 브랜드에서 이익을 잠식했다. 기린은 결국 50%의 시장점유율을 회복하지 못했다.
삿포로 맥주회사는 1988년 2월에 불운한 삿포로 드라이(Sapporo Dry)를 출시했고, 1989년 5월에는 주력 제품인 삿포로 블랙 라벨(Sapporo Black Label)을 삿포로 드래프트(Sapporo Draft)로 변경하여 호평을 받았다. 삿포로 드라이와 삿포로 드래프트는 각각 출시된 지 2년도 채 되지 않아 생산이 중단되었고 삿포로 드래프트는 나중에 다시 블랙 라벨로 돌아갔다.
Suntory는 1988년 2월 "나는 드라이를 하지 않습니다" 캠페인을 통해 몰츠 브랜드를 출시하는 동시에 Suntory Dry를 출시했으며  나중에 알코올 함량을 5%에서 높인 후 복서 Mike Tyson이 등장하는 광고 캠페인에서 Suntory Dry 5.5로 브랜드를 변경하였다. 5.5%로 비록 아사히 슈퍼트라이의 수요를 늦추기에 충분하지는 않았지만 합리적인 결과를 달성했다.

### 계절 맥주(Seasonal beers)
일본의 많은 양조장은 계절 맥주를 제공한다. 예를 들어, 가을에는 "가을 맥주"가 아사히 슈퍼드라이의 일반적인 5%와 달리 더 높은 알코올 함량(일반적으로 6%)로 양조된다. 예를 들어, 기린의 아키아지 맥주가 있다. 맥주 캔은 일반적으로 단풍 그림으로 장식되어 있으며, 맥주는 나베모노(한 냄비 요리)와 함께 마시기에 적합하다고 광고한다. 마찬가지로 겨울에는 캔에 "The Winter's Tale" 과 같은 문구가 적힌 맥주가 출시된다.

## 소규모 양조장
1994년에 일본의 엄격한 세법이 완화되어 소규모 양조장에서 맥주 면허의 경우 연간 60,000리터(15,850갤런), 핫포슈 면허의 경우 연간 6,000리터를 생산할 수 있게 되었다. 변경 이전에는 양조장은 연간 최소 200만 리터(528,000갤런)를 생산하지 않으면 허가를 받을 수 없었다. 세법이 완화된 결과, 일본 전역에 수많은 소규모 양조장이 설립되었다.
현재 일본에는 200개 이상의 소규모 양조장이 있지만, 이 중 다수는 재정적으로 대규모 사케 생산업체, 레스토랑 체인, 리조트 호텔 등에 묶여 있다.  일본의 소규모 양조장은 에일, IPA, 스타우트, 필스너, 바이스비어, 쾰쉬, 과일 맥주 등 다양한 스타일의 맥주를 생산한다. 1994년 주류세법이 완화된 후 소규모 양조에 초기 붐이 일었지만 지역 소규모 양조장의 품질이 종종 혼합되어 초기 소비자의 열광이 평준화되었다. 고가의 소규모 양조장에 비해 저렴한 핫포슈 (저맥아 맥주)의 인기로 인해 수많은 초기 소규모 양조장이 폐업하게 되었다. 주요 산업 양조업체의 지배력과 마이크로 맥주 생산에 관련된 상대적으로 높은 비용과 적은 양으로 인해 소수의 맥주 애호가들에게만 알려지게 되었다.
그러나 2000년대에는 일부 바와 레스토랑 체인의 라이센스 생산, 소규모 양조장 간의 협력, 교육 수준이 높은 소비자 기반 등의 요인으로 인해 수제 맥주의 국내 수요가 더욱 지속적으로 증가하였다. 향상된 제품 품질, 소셜 미디어 웹사이트를 통한 입소문 마케팅, 미국 기반 수제 맥주 산업의 부상에 대한 관심, 주요 도시의 독립 수제 맥주 소매점의 성장 모두 성공에 기여하였다. 이후 수제 맥주가 즐겨 마시는 맥주가 되었다.
오늘날 도쿄, 오사카, 나고야, 요코하마에서 매년 개최되는 대일본 맥주 축제 시리즈를 포함하여 일본 전역에서 개최되는 지역 소규모 맥주 축제의 수가 점점 늘어나고 있는 추세이다. 매년 일본 크래프트 맥주 협회는 Japan Beer Cup을 개최하고, 경쟁 기관인 Japan Craft Beer Support는 매년 Nippon Craft Beer Festival을 개최한다.

### 주목할만한 소규모 양조장(Notable microbreweries)
- 키우치 양조장
- 요호 브루잉

## 맥주 판매 방법
일본에서는 서비스가 제공되는 레스토랑과 바 외에도 슈퍼마켓, 편의점, 기차역 키오스크 등 다양한 매장에서 맥주를 구입할 수 있다. 맥주는 자판기 에서도 판매할 수 있지만, 2012년 주요 도시에서는 이러한 일이 훨씬 줄어들었다. 일부 자판기에는 작은 TV 화면에 표시되는 모션 활성화 광고가 내장되어 있다. 그들은 TV에서 보고 라디오에서 들을 수 있는 맥주 광고와 노래를 재생시킨다. 이러한 자판기는 주로 미성년자의 음주 문제로 인해 2000년 6월부터 단계적으로 폐지되기 시작하였다.

## 음주문화
일본의 법적 음주 연령은 20세이다. 음주 문화로는 단체 활동이나 스포츠 팀 활동, 퇴근 후 기업 친목 활동 등을 통해 맥주를 마시고 맥주로 건배하는 일이 널리 퍼져 있다.
맥주는 사회적 관습,조직된 행사, 여름 축제, 봄 벚꽃 파티 등을 제외하고 거의 모든 공공장소에서 합법적으로 마실 수 있다. 사회적 관습은 거리나 일반 통근 열차에서 공개적으로 술을 마시는 것을 의미한다. 또한, 음주 중이나 음주 후에 자동차 운전이나 자전거 운전을 금지하는 불법이다. 또한, 술에 취한 운전자와 같은 차량에 탑승한 운전자에게 술을 공급한 책임이 있는 것으로 간주되는 개인에게도 벌금, 징역형 및 기타 처벌이 적용될 수 있다.

## 일본 이외의 지역에서 구매할 수 있는 일본 맥주
일본식 상업용 양조 및 맥주 제품은 전 세계적으로 성공적으로 수출되었거나 라이센스를 받아 현지에서 생산되어 여러 해외 시장에 유통되고 있다.
미국에서는 4개의 주요 일본 브랜드를 모두 구매할 수 있다. 여기에는 삿포로 드래프트, 기린 이치방, 아사히 슈퍼 드라이 및 산토리 프리미엄 몰트가 있다. Asahi는 캐나다 Molson에서 생산되고, Kirin은 버지니아주 윌리엄스버그 와 로스앤젤레스에 있는 Anheuser-Busch 시설에서 생산되며 , 삿포로  캐나다 온타리오주 Guelph에 있는 삿포로 소유 양조장 에서 생산된다. 일본에서 제조 및 수입되는 Suntory는 일부 주요 시장에서 탭으로 구입할 수 있다.  브랜드의 가용성은 개별 주의 주류법에 따라 달라지므로 일부 맥주는 일부 장소에서 사용할 수 있고 다른 맥주는 사용할 수 없다. 예를 들어 오클라호마에서는 아사히슈퍼드라이, 삿포로, 오리온이 판매되는 반면, 텍사스에서는 기린이치방이 주류를 이룬다.
키우치 양조장은 일본에서 맥주를 수출한 최초의 일본 소규모 양조장이다. 다른 많은 일본 소규모 양조장은 현재 북미, 유럽, 호주, 싱가포르 및 홍콩으로 수출하고 있다.

## 홈브루잉
면허 없이 알코올 함량이 1%를 초과하는 음료를 생산하는 것은 일본에서 기술적으로 불법이지만,홈브루어에 대한 법률은 거의 준수되지 않으며 홈브루잉 용품은 시내 상점과 웹사이트에서 구입할 수 있다.